# Planas Y Estepas De La Margen Derecha Del Ebro
Planas Y Estepas De La Margen Derecha Del Ebro este o arie protejată (arie specială de conservare — SAC, sit de importanță comunitară — SCI) din Spania întinsă pe o suprafață de 43.146,7 ha, integral pe uscat.

## Localizare
Centrul sitului Planas Y Estepas De La Margen Derecha Del Ebro este situat la coordonatele 41°27′10″N 0°47′12″W / 41.4529°N 0.786639°V.

## Înființare
Situl Planas Y Estepas De La Margen Derecha Del Ebro a fost declarat sit de importanță comunitară în iulie 2000 pentru a proteja 1 specie de animale. Situl a fost protejat și ca arie specială de conservare în februarie 2021.

## Biodiversitate
Situată în ecoregiunea mediteraneană, aria protejată conține 11 habitate naturale: Matorral arborescenți cu Juniperus spp., Galerii și tufărișuri riverane sudice (Nerio-Tamaricetea și Securinegion tinctoriae), Salicornia și alte specii anuale care populează regiunile mlăștinoase și nisipoase, Pseudostepă cu ierburi și specii anuale de Thero-Brachypodietea, Stepe sărăturate mediteraneene (Limonietalia), Păduri de pin mediteraneene cu pini mezogeni endemici, Pante stâncoase calcaroase cu vegetație casmofită, Tufărișuri halo-nitrofile (Pegano-Salsoletea), Pășuni mediteraneene udate de apa mării (Juncetalia maritimi), Vegetație gipsofilă iberică (Gypsophiletalia), Tufărișuri halofile mediteraneene și termo-atlantice (Sarcocornetea fruticosi).
La baza desemnării sitului se află o specie protejată de  mamifere: liliacul mare cu potcoavă (Rhinolophus ferrumequinum).
Pe lângă speciile protejate, pe teritoriul sitului au mai fost identificate 9 specii de plante, 26 de specii de păsări, 5 specii de amfibieni, 3 specii de mamifere, 3 specii de reptile.